# Run (singel Leony Lewis)
Run – cover piosenki, zespołu Snow Patrol, utwór ten po raz pierwszy Leona Lewis wykonała 31 października 2008 w „BBC Radio 1's Live Lounge”. Później wydała go jako 5 singel z albumu Spirit, a dokładnie z jego reedycji, czyli Spirit: The Deluxe Edition.
„Run” został wydany najpierw 14 listopada 2008 w Irlandii i zadebiutował na 1. pozycji, którą utrzymał przez 4 tygodnie. Następnie 30 listopada w formacie digital download został wydany w Wielkiej Brytanii i także zadebiutował na 1. miejscu utrzymując tę pozycję przez 2 tygodnie oraz został najlepiej sprzedającym się singlem w formacie digital download, gdyż w ciągu dwóch dni od wydania sprzedał się w liczbie 69 244. W rankingu podsumowującym 2008 rok w Wielkiej Brytanii uzyskał 13. pozycję.
16 grudnia 2008 w formacie digital download singiel został wydany w Stanach Zjednoczonych oraz w Kanadzie jednak w obu tych państwach nie był promowany.

## Pozycja na listach
| Notowanie                     | Pozycja |
| ----------------------------- | ------- |
| Australia ARIA Singles Charts | 78      |
| Austria Singles Top 75        | 1       |
| Bułgaria Singles Top 40       | 1       |
| Canadian Hot 100              | 13      |
| Chiny Singles Chart           | 2       |
| European Billboard Hot 100    | 6       |
| Finlandia Singles Top 20      | 7       |
| Holandia Singles Top 100      | 77      |
| Irlandia Singles Top 50       | 1       |
| Łotwa Airplay Top 50          | 31      |
| Niemcy Singles Top 100        | 11      |
| Portugalia Singles Top 50     | 16      |
| Szwajcaria Singles Top 100    | 2       |
| Szwecja Singles Top 60        | 13      |
| USA Billboard Hot 100         | 81      |
| UK Singles Chart              | 1       |
| World Singles Top 40          | 19      |

## Historia wydania
| Państwo           | Data              | Wytwórnia | Format                      |
| ----------------- | ----------------- | --------- | --------------------------- |
| Irlandia          | 14 listopada 2008 | Sony BMG  | digital download            |
| Wielka Brytania   | 30 listopada 2008 | Syco      | digital download            |
| Niemcy            | 12 grudnia 2008   | Sony BMG  | digital download, singel CD |
| Stany Zjednoczone | 16 grudnia 2008   | J Records | digital download            |
| Kanada            | 16 grudnia 2008   | J Records | digital download            |